# Internacional de Acapulco Fútbol Club
Internacional de Acapulco Fútbol Club fue un club de fútbol mexicano que jugó en la Segunda División de México. El club tuvo su sede en Acapulco, Guerrero.

## Historia
Ese mismo año de 1973 la FMF, realizó una promoción en donde finalmente ingresaron a la tercera división, el Inter de Acapulco, Deportivo Acapulco y Delfines, teniendo los tres cuadros porteños una participación aceptable.
Al siguiente año (1974), los tres cuadros porteños, intervienen en una eliminatoria, jugándose el derecho de participar en la segunda división profesional.
Deportivo Acapulco gana dicha eliminatoria y el Inter también es aceptado.
Para incursionar en la categoría antesala de la primera división, el Capi Gómez decide reforzar al Inter de Acapulco. Solicita a Cruz Azul le ceda a préstamo a Sócrates Cuevas y a Manuel Negrete; también llegaron con ellos Roberto Manzo, Oscar Padilla, Salvador Chavarría y Alfredo Laud y también llega como D.T., el profesor Jesús Segovia.
Después de haber participado aceptablemente en cuatro torneos de Liga de la Segunda División Profesional, el Inter de Acapulco, se retiró en el año de 1978.
Fueron cuatro años de constante actividad futbolera en la Unidad Deportiva, pues cada viernes por la noche, las tribunas lucían atestadas de ávidos seguidores del Inter, cuyos jugadores se mostraban con un profesionalismo total, en la defensa de los colores azul y negro.
Para el Apertura 2014, Después de casi 37 años. Regresa al fútbol profesional. con la antigua franquicia de Linces de Tlaxcala. pero tuvo un desempeño muy pobre, quedando en el lugar 22 de la general.
Para el Clausura 2015, el Equipo cambio de sede temporalmente a Xochitepec, debido a la inseguridad que se está sufriendo en el Estado de Guerrero. Al ya no regresar más a Acapulco, para el Apertura 2015 se tuvo que modificar de nombre a Athletic Club Cuernavaca, siendo esta ahora la nueva filial del Zacatepec.

## Estadio
El equipo jugó en el Estadio Unidad Deportiva Acapulco en Acapulco, Guerrero, aunque en un futuro, estaría listo el Estadio de Fútbol Acapulco, estadio donde jugarían si conseguían el Ascenso al Ascenso MX. Para el Clausura 2015, debido a la mudanza temporal del equipo a Xochitepec, el estadio donde jugaron fue el Estadio Mariano Matamoros.